# Quadraturphasenumtastung
Die Quadraturphasenumtastung oder Vierphasen-Modulation (englisch Quadrature Phase-Shift Keying oder Quaternary Phase-Shift Keying, QPSK) ist ein digitales Modulationsverfahren in der Nachrichtentechnik und eine Form der Phasenumtastung (PSK). Mit QPSK können pro Symbol zwei Bits übertragen werden. Dadurch verdoppelt sich gegenüber der binären Phasenumtastung (PSK) die Ausnutzung der zur Verfügung stehenden Bandbreite (spektrale Effizienz).

## Eigenschaft

Konstellationsdiagramm QPSK (Auch als 4-QAM bezeichnet)

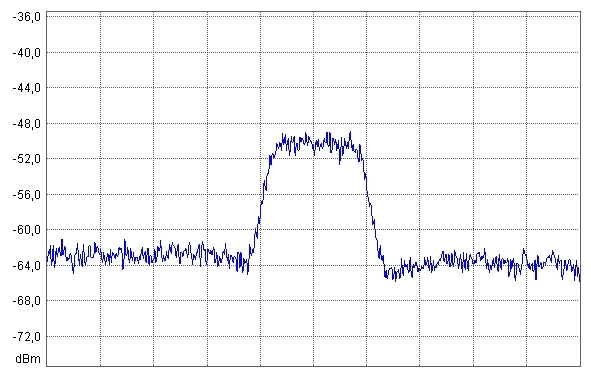
Spektrum eines QPSK Signals

Wesentliche Eigenschaft ist, dass die vier im nebenstehenden Konstellationsdiagramm in der komplexen Ebene eingezeichneten Symbolpunkte einen betragsmäßig exakt gleichen Abstand zum Nullpunkt aufweisen. Das bedeutet, dass die Amplitude keine Information trägt, sondern ausschließlich die Phase. Davon leitet sich auch der Name dieser Modulationstechnik ab. Jeder Informationspunkt ist Träger von zwei Informationsbits. Die QPSK liefert die gleichen Ergebnisse wie eine 4-QAM. Bei einer QAM werden allerdings zwei zueinander orthogonale Träger gleicher Frequenz in ihrer Amplitude moduliert. Die Resultierende beider Träger hat wieder Amplitude und Phase, womit dann ein Symbol verknüpft ist – im übertragungstechnischen Sinne liegt bei einer QAM aber keine Phasenmodulation vor, sondern eine QDSB (AM mit unterdrücktem Träger).
Die folgenden Bilder zeigen zwei DVB-S-Signale. Beim schwächeren Signal ist zu erkennen, dass bei sehr vielen Punkten eine klare Zuordnung zum rechts abgebildeten Konstellationsdiagramm nicht mehr möglich ist, was dazu führt, dass knapp 8 % der Daten verloren gehen. Dank Vorwärtsfehlerkorrektur ist der Kanal immerhin unter starker Artefaktbildung zu betrachten, während beim mittelstarken Signal sämtliche Fehler korrigiert werden können und ein fehlerfreies Bild wiedergegeben werden kann.

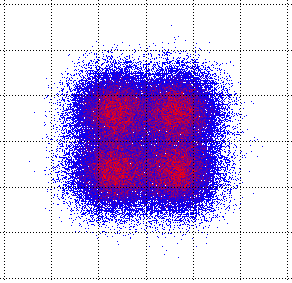
Schwaches DVB-S-Signal (starkes Rauschen)
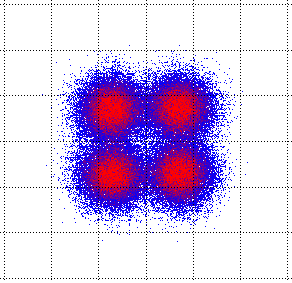
Mittelstarkes DVB-S-Signal (schwaches Rauschen)

## Funktion
Der serielle Datenstrom eines NRZ-Signals wird zunächst mit einem Demultiplexer auf zwei parallele Pfade aufgeteilt. Nun können je zwei Bits, sogenannte Dibits, verarbeitet werden. Diesen Dibits wird die Funktion eines komplexen Symbols mit Real- und Imaginärteil zugeordnet. Als Träger werden zwei sinusförmige Signale derselben Frequenz verwendet, von denen eines um 90° phasenverschoben (Kosinussignal) ist. Das QPSK-Signal ist also die Addition zweier PSK-Signale. Das Empfangsverfahren funktioniert umgekehrt.
QPSK wird bei der Signalübertragung in digitalen Satellitenkanälen (z. B. DVB-S), bei der terrestrischen Ausstrahlung digitaler Signale und auch bei drahtgebundenen Übertragungsverfahren verwendet.

## Varianten

### π/4-QPSK

In zwei Farben dargestellte Sets an Konstellationspunkten die zueinander um π/4 gedreht sind

Eine wesentliche Erweiterung von QPSK ist π/4-QPSK. Bei herkömmlicher QPSK besteht das Problem, dass der Übergang zwischen zwei diagonalen Sendesymbolpunkten in der komplexen Ebene durch den Nullpunkt führt. Das bedeutet im Übergang zwischen diesen diagonalen Sendesymbolen eine Absenkung der Amplitude, der sogenannten Einhüllenden, auf praktisch null. Auf der Empfängerseite erschwert es das notwendige Synchronisieren und begünstigt durch Nichtlinearitäten im Übertragungsweg Signalverzerrungen und unerwünschte Intermodulationen.

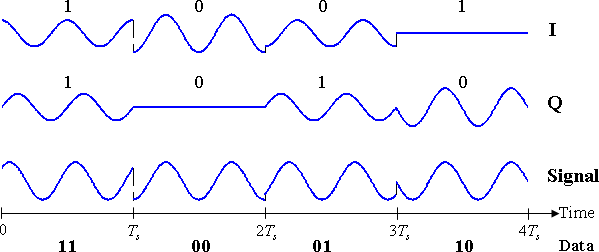
Zeitdiagramm für ein π/4-QPSK-Signal

Eine Abhilfe stellt π/4-QPSK dar. Dabei wird, unabhängig von den Nutzdaten, nach jedem Sendesymbol ein zusätzlicher Phasensprung von π/4 (45°) vorgenommen und wechselnder Richtung. Dadurch ergeben sich zwei wechselnde Konstellationsdiagramme wie in nebenstehender Abbildung durch die zwei Farben dargestellt. Damit ist sichergestellt, dass der Übergang zwischen zwei Symbolen niemals durch den Ursprung geht, d. h. immer eine ausreichend große Trägeramplitude gesendet wird. Außerdem wird die Taktsynchronisation auf der Empfängerseite erleichtert, da unabhängig von den Nutzdaten und deren Codierung immer regelmäßig Phasensprünge im Empfangssignal vorhanden sind.

### Offset-QPSK (OQPSK)

Bei Offset-QPSK liegt jeder Halbschritt auf einem Konstellationspunkt

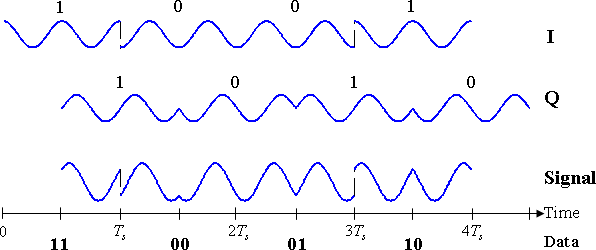
Zeitdiagramm für ein Offset-QPSK-Signal

Eine weitere Möglichkeit, den Durchgang durch den Nullpunkt, also eine Absenkung der Amplitude, zu vermeiden, bietet die Offset-QPSK. Dabei werden der Realteil und der Imaginärteil des komplexen Symbols um eine halbe Symboldauer zeitversetzt gesendet, sodass die maximale Änderung mit einem Halbschritt nur noch 90° statt wie bei der herkömmlichen QPSK 180° beträgt. Anschaulich kann man sich vorstellen, dass der Verlauf der Zustandsübergänge der Form des von den vier Zuständen begrenzten Quadrates folgt und nicht mehr den diagonalen Weg durch den Nullpunkt nehmen kann. Umgekehrt lässt sich sagen: Der Konstellationspunkt, auf dem sich das Signal befindet, wechselt mit doppelter Rate gegenüber der Symboldauer. Bei ausschließlicher Betrachtung des I- oder Q-Anteils zeigt sich nur eine Änderungsrate gleich der Symboldauer.

### Differentielle QPSK (DQPSK)
Bei der differentiellen QPSK wird eine vorgeschaltete Differenzcodierung eingesetzt, um die Mehrdeutigkeiten der Phasenpunkte beim Empfänger zu vermeiden. Die Information wird nicht den einzelnen Symbolen im Konstellationsdiagramm zugewiesen, sondern in der relativen Änderung der Phasenlage in Relation zum vorherigen Symbol übertragen. Damit ergeben sich vier mögliche relative Phasendrehungen von 0 (0°), π/2 (90°), π (180°) und 3π/2 (270°) zum vorherigen Symbol, womit sich die Information von zwei Bits pro Symbol übertragen lässt. Den Vorteil der nicht notwendigen Synchronisierung der Phasenlage zwischen Sender und Empfänger erkauft man sich durch eine Verdopplung der Bitfehlerrate und reduzierte Leistung einer eventuell vorhandenen Vorwärtsfehlerkorrektur, da jeder Empfangsfehler sich auf zwei Symbole mit in Summe vier Bits auswirken kann.

## Anwendungen
Faxgeräte: Eine bekannte Anwendung, in der man ein QPSK-Signal auch mithören kann, ist die Übertragung von Schwarzweiß-Bildern (Faksimiles) über das Telefonnetz. Unmoduliert würde sich der Träger wie ein reiner Sinuston anhören. Durch die Modulation wird das Signal breitbandiger. Der schnell und laufend umgetastete Träger hört sich dann wie ein Rauschen an.
Der Digitalradio-Übertragungsstandard DAB bedient sich der differentiellen QPSK.
Mittlerweile findet diese Art der Modulation auch Anwendung bei der HSDPA-Technik in UMTS-Netzen. Hier wird die Datenrate von 384 kbit/s auf ca. 2 Mbit/s angehoben.